# نویشتادت ام رنشتایگ
نویشتادت ام رنشتایگ (به آلمانی: Neustadt am Rennsteig) یک شهر در آلمان است که در ایلم-کرایس واقع شده‌است. نویشتادت ام رنشتایگ ۱٬۱۱۳ نفر جمعیت دارد.